# 1804 في الولايات المتحدة
فيما يلي قوائم الأحداث التي وقعت خلال عام 1804 في الولايات المتحدة.

## سياسة

### تعيين في المنصب
- 1 يناير – وليام فندلي عضو مجلس نواب بنسيلفانيا.
- 4 فبراير – جون آرمسترونغ الابن عضو مجلس الشيوخ الأمريكي.
- 1 يوليو – مورغان لويس حاكم نيويورك [الإنجليزية]‏.
- 7 ديسمبر – بول هاميلتون حاكم كارولينا الجنوبية [الإنجليزية]‏.

### انتهاء فترة المنصب
- 4 فبراير – جون آرمسترونغ الابن عضو مجلس الشيوخ الأمريكي،عضو مجلس الشيوخ الأمريكي.
- 30 يونيو – جورج كلينتون حاكم نيويورك [الإنجليزية]‏.

## مواليد

### يناير
- 1 يناير – أوسيولا سياسي من الولايات المتحدة الأمريكية.[1]

### فبراير
- 7 فبراير – جون دير مخترع من الولايات المتحدة الأمريكية.[2]
- 22 فبراير – جورج واشنطن هوبكنز سياسي أمريكي.[3]
- 28 فبراير – هنري ستيوارت فوت سياسي أمريكي.[4]

### مارس
- 8 مارس – ألفان كلارك[5]

### مايو
- 24 مايو – هنري هاولاند كرابو سياسي أمريكي.[6]

### يوليو
- 4 يوليو – ناثانيال هاوثورن[7]
- 23 يوليو – جين هاريسون

### أغسطس
- 3 أغسطس – جون سي بينيت طبيب أمريكي.

### سبتمبر
- 5 سبتمبر – وليام الكسندر غراهام سياسي أمريكي.[8]

### أكتوبر
- 3 أكتوبر – تاونسند هاريس دبلوماسي أمريكي.[9]
- 4 أكتوبر – جون سكوت هاريسون سياسي من الولايات المتحدة الأمريكية.[10]
- 18 أكتوبر – ادموند ديك تايلور سياسي أمريكي.
- 25 أكتوبر – جيسي فرانكلين كليفلاند سياسي أمريكي.[11]

### نوفمبر
- 10 نوفمبر – جون ستانيفورد روبنسون سياسي أمريكي.
- 19 نوفمبر – ألكسندر موتون سياسي أمريكي.[12]
- 23 نوفمبر – فرانكلين بيرس سياسي أمريكي.[13]

### ديسمبر
- 7 ديسمبر – ويليام بارتون روجرس[14]
- 24 ديسمبر – تشارلز ماجيل كونراد سياسي أمريكي.[15]

## وفيات

### فبراير
- 2 فبراير – جورج والتون (مواليد 1749) سياسي أمريكي.[16]

### نوفمبر
- 18 نوفمبر – فيليب سكايلر (مواليد 1733) سياسي أمريكي.